# Biowodór
Biowodór – rodzaj biopaliwa. Od zwykłego wodoru odróżnia go sposób produkcji w procesie biologicznym lub biologiczno-chemicznym z biomasy lub bezpośrednio z fotosyntetycznego rozkładu wody.
Biowodór może być wytwarzany przez chemiczne przemiany biomasy (np. zgazowanie), konwersję biogazu: CH
4 + H
2O  →  CO + 3H
2, niektóre rodzaje fermentacji anaerobowych, np. przez Clostridium acetobutilicum, Clostridium butyricum, Rhodobacter sphaeroides, Enterobacter cloacae, a także w nietypowej fotosyntezie przez hydrogenazę, jak to czyni Chlamydomonas reinhardtii.